# Abludomelita inaequistylis
Abludomelita inaequistylis är en kräftdjursart. Abludomelita inaequistylis ingår i släktet Abludomelita och familjen Melitidae. Inga underarter finns listade i Catalogue of Life.